# Riko
Riko je moško osebno ime.

## Izvor imena
Ime Riko je različica moškega osebnega imena Rihard oziroma Henrik.

## Pogostost imena
Po podatkih Statističnega urada Republike Slovenije je bilo na dan 31. decembra 2007 v Sloveniji število moških oseb z imenom Riko: 27.

## Osebni praznik
Osebe z imenom Riko lahko godujejo takrat kot osene z imenom Rihard oziroma Henrik..